# ラスムス・カルステンセン
ラスムス・カルステンセン（Rasmus Carstensen, 2000年11月10日 - ）は、デンマーク・中央ユラン地域シルケボー出身のサッカー選手。ブンデスリーガ・1.FCケルン所属。ポジションはDF。

## クラブ経歴
2013年にシルケボーIFのユースアカデミーに入所。2019年3月にトップチームに昇格し、20日のデンマーク・ファーストディビジョン (2部リーグ)のリンビーBK戦でプロデビュー。2018-19シーズン、チームは2部リーグで優勝し、デンマーク・スーペルリーガに復帰。2020年6月7日のスナユスケ・フッボルト戦でプロ初ゴールを記録。同シーズンは13位に終わり、再び2部リーグに降格。3年目の2020-21シーズンに先発に定着し、2部リーグで30試合に出場。チームは2位に入り、1年でトップリーグ復帰を果たした。
2022年8月9日、KRCヘンクに移籍した。
2023年8月4日、1.FCケルンにレンタル移籍した。

## 代表経歴
2021年にU-21のデンマーク代表としてUEFA U-21欧州選手権2021に出場。グループリーグを全勝で突破するも、準々決勝で優勝したドイツにPK戦の末に敗れた。